# Hydraena princeps
Hydraena princeps är en skalbaggsart som beskrevs av Fauvel 1903. Hydraena princeps ingår i släktet Hydraena och familjen vattenbrynsbaggar. Inga underarter finns listade i Catalogue of Life.